# Сийи, Антуан де
Антуан де Сийи (фр. Antoine de Silly; ум. 1609), граф де Ла-Рошпо — губернатор Анжу и французский посол в Испании.

## Биография
Второй сын Луи де Сийи (1510—1557), сеньора де Ларошгийона, барона де Лувуа, и Анн де Лаваль, внук Ги XVI де Лаваля, брат Анри де Сийи, графа де Ларошгийона.
Барон де Монмирай и де Торфу, дамуазо де Коммерси.
В 1588 году был назначен губернатором Анжу и сохранил этот пост до своей смерти. Боролся в своей провинции с Католической лигой; с 7 марта по 12 апреля 1598 принимал в Анже Генриха IV, готовившего издание Нантского эдикта.
7 января 1595 был пожалован в рыцари орденов короля.
После заключения Вервенского мира и восстановления дипломатических отношений с Испанией в ноябре 1599 был направлен Генрихом IV послом в Мадрид. В Анжу его замещал лейтенант и местный сенешаль сьёр де Пишери. В Испании в июне 1601 года произошел инцидент, едва не приведший к новому международному конфликту. Племянника посла и еще нескольких французских дворян увидели во время купания проходившие мимо испанцы, которые остановились и стали отпускать в их адрес грубые шутки. Французы вылезли из воды и схватились за шпаги; в начавшейся схватке двое испанцев были убиты и пять или шесть ранены. Их родственники требовали правосудия и король Испании послал людей, которые ворвались в посольскую резиденцию и схватили французов.
Генрих IV, возмущенный нарушением права народов, отозвал посла и запретил торговлю с Испанией. Папа Климент VIII, опасавшийся начала новой войны, вмешался в это дело и добился выдачи арестованных, которых затем передал французскому послу в Риме месье де Бетюну.
Пуллен де Сен-Фуа выражает удивление тем фактом, что граф де Ла-Рошпо, неоднократно доказавший свое мужество в битвах и осадах, не защищал честь своего монарха «до последней капли крови», противопоставляя Антуану де Сийи его преемника Эмерика де Барро, собственноручно проткнувшего шпагой прямо на сцене испанского актера, оскорбившего память короля Франциска I.

## Семья
1-я жена: Мари де Ланнуа, дочь Луи де Ланнуа, сеньора де Морвилье, и Анн де Вьевиль
Дети:
- Франсуаза-Маргерит (1584—23.06.1625), дама де Коммерси. Муж (контракт 11.06.1604): Филипп-Эмманюэль де Гонди, граф де Жуаньи (1581—1662), генерал галер
- Мадлен (ок. 1590 — начало сентября 1639 в Лувене), графиня де Ла-Рошпо, камеристка Анны Австрийской. Муж (1609): Шарль д’Анжен (ок. 1585 — после 1645), сеньор дю Фаржи

2-я жена: Жанна де Коссе-Гоннор, дочь Артюса де Коссе, сеньора де Гоннора, маршала Франции, и Франсуазы дю Буше, вдова Жильбера Гуфье, герцога де Роанне. Брак бездетный